# Овчари (Олавський повіт)
Овчари (пол. Owczary) — село в Польщі, у гміні Олава Олавського повіту Нижньосілезького воєводства.
Населення — 503 особи (2011).
У 1975—1998 роках село належало до Вроцлавського воєводства.

## Демографія
Демографічна структура станом на 31 березня 2011 року:
|          | Загалом | Допрацездатний вік | Працездатний вік | Постпрацездатний вік |
| -------- | ------- | ------------------ | ---------------- | -------------------- |
| Чоловіки | 261     | 68                 | 173              | 20                   |
| Жінки    | 242     | 62                 | 132              | 48                   |
| Разом    | 503     | 130                | 305              | 68                   |